# Seena Owen
Seena Owen (14 de novembre de 1894-15 d'agost de 1966) fou una actriu cinematogràfica de nacionalitat nord-americana, activa en l'època del cinema mut.

## Biografia

### Inicis

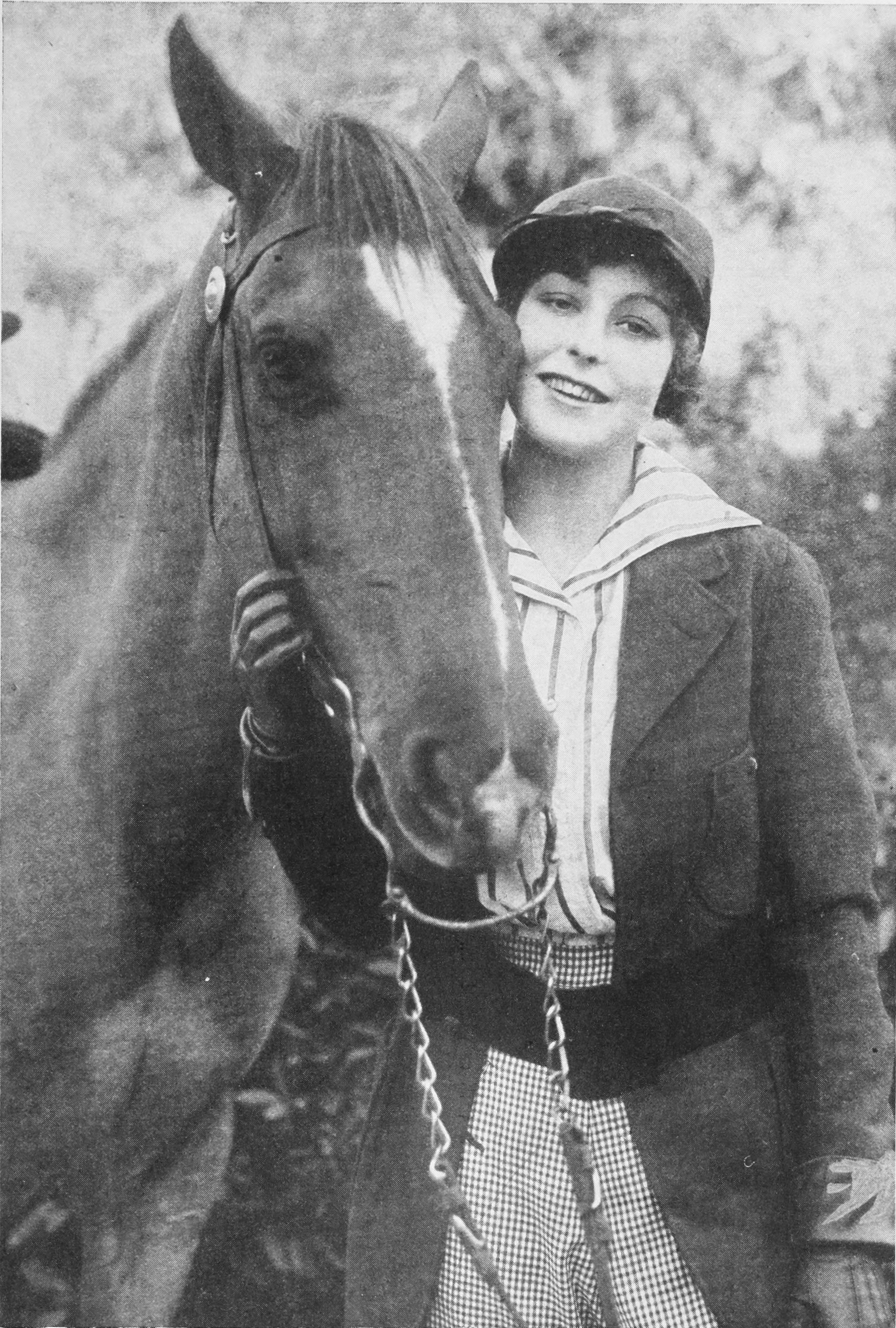
Owen, ca. 1917, Photoplay Magazine

El seu veritable nom era Signe Auen, i va néixer a Spokane, Washington, sent la més petita dels tres fills de Jens Christensen Auen i Karen Sorensen. Els seus pares havien arribat als Estats Units en la dècada de 1880 procedents de Dinamarca, assentant-se a Minnesota, on es van casar el 1888. Al poc temps es van mudar a Portland, Oregon, i després a Spokane, on ell va ser propietari de la Columbia Pharmacy.
Sent jove, Owen va ingressar a la Brunot Hall, una escola femenina episcopaliana de Spokane, fundada per Lemuel H. Wells, cursant també estudis a Copenhaguen. La seva vida acomodada va canviar al final de la seva adolescència quan el negoci familiar es va enfonsar, pel que va haver de buscar ocupació. Era estudiant de la Pauline Dunstan Belden School of Elocution, a Spokane, quan es va interessar per l'actuació, formant part després d'una producció de teatre de repertori a San Francisco amb la qual guanyava cinc dòlars setmanals. Poc després va anar a Hollywood per treballar com a extra cinematogràfica, tenint la bona fortuna de trobar-se a l'actor i director Marshall Neilan, a qui havia conegut a Spokane. Gràcies a Neilan ella va ser contractada per la Kalem Company, un estudi que li pagava 15 dòlars a la setmana.

### Carrera

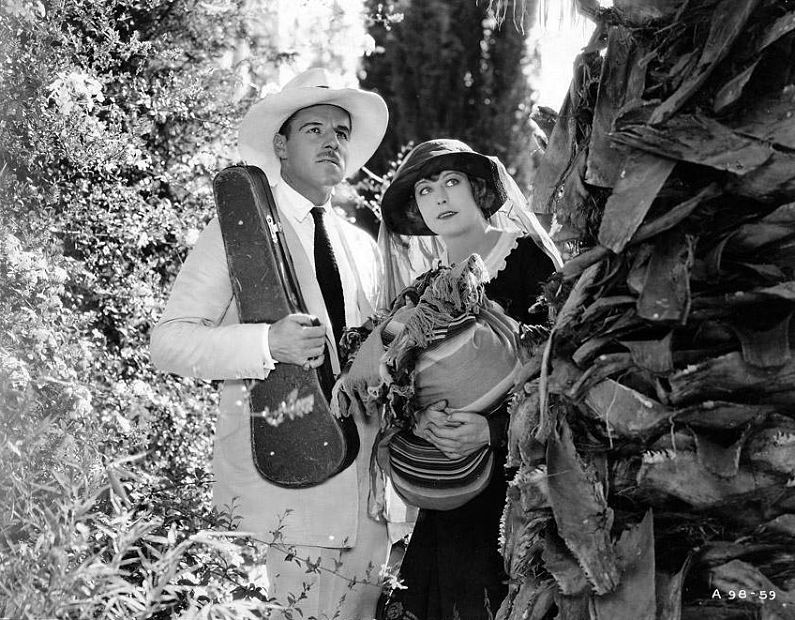
Jack Holt i Seena Owen a Victory

La seva primera pel·lícula important va ser A Yankee From the West (1915), que va rodar als 21 anys. El 1916 va actuar en el film de D. W. Griffith Intolerància, i aquest mateix any es va casar amb George Walsh, al que havia conegut durant el rodatge d'aquesta cinta. La parella es va divorciar l'any 1924. Actriu amb una activitat regular durant la resta de l'època muda, Owen va actuar en films com el dirigit per Maurice Tourneur Victory (1919) o el de 1920 "The Gift Supreme", al costat de Lon Chaney, actor amb el qual havia treballat en Victory. A més, va actuar al costat de Gloria Swanson i Walter Byron a Queen Kelly (1928).
Amb l'arribada del cinema sonor, la feble veu d'Owen va ser un problema, i ella va haver de deixar la pantalla el 1933. Després del seu retir, va treballar en diferents pel·lícules en els anys 1930 i 1940 com a guionista, participant com a tal en dos films de Dorothy Lamour, Aloma of the South Seas (1941) i Rainbow Island (1944), escrivint la primera en col·laboració amb la seva germana, Lillie Hayward, una reeixida guionista de Hollywood.

### Mort

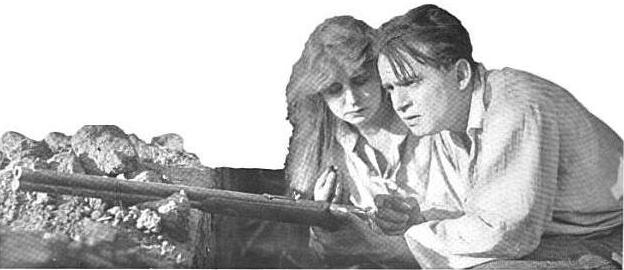
Seena Owen amb Douglas Fairbanks a The Lamb (1915)

Seena Owen va morir l'any 1966 a l'Hospital Hollywood Presbyterian, a Hollywood, Califòrnia, als 71 anys. Va ser enterrada al Cementiri Hollywood Forever. La va sobreviure la seva filla, Patricia Noonan.

## Filmografia seleccionada

### Actriu
- 1914: Environment, de Christy Cabanne
- 1914: The Old Fisherman's Story, de John B. O'Brien
- 1915: An Old-Fashioned Girl, de Donald Crisp
- 1915: An Image of the Past, de Tod Browning
- 1915: The Forged Testament, de George Nichols
- 1915: The Fox Woman, de Lloyd Ingraham
- 1915: The Mystic Jewel, de Jack Conway
- 1915: A Yankee from the West, de George Siegmann
- 1915: The Lamb, de Christy Cabanne
- 1915: Bred in the Bone, de Paul Powell
- 1916: Martha's Vindication, de Chester M. Franklin i Sidney Franklin
- 1916: Intolerance: Love's Struggle Throughout the Ages, de D. W. Griffith
- 1917: A Woman's Awakening, de Chester Withey
- 1917: Madame Bo-Peep, de Chester Withey
- 1918: Branding Broadway, de William S. Hart
- 1919: The City of Comrades, de Harry Beaumont
- 1919: The Life Line, de Maurice Tourneur
- 1919: Riders of Vengeance, de John Ford
- 1919: Breed of Men, de Lambert Hillyer
- 1919: A Fugitive from Matrimony, de Henry King
- 1919: The Sheriff's Son, de Victor Schertzinger
- 1919: Victory, de Maurice Tourneur
- 1920: Sooner or Later, de Wesley Ruggles
- 1920: The Price of Redemption, de Dallas M. Fitzgerald
- 1921: Lavender and Old Lace, de Lloyd Ingraham
- 1921: The Woman God Changed, de Robert G. Vignola
- 1922: Back Pay, de Frank Borzage
- 1922: Sisters, de Albert Capellani
- 1922: The Face in the Fog, de Alan Crosland
- 1923: Unseeing Eyes, de Edward H. Griffith
- 1923: The Leavenworth Case, de Charles Giblyn
- 1924: The Great Well, de Henry Kolker
- 1925: The Hunted Woman, de Jack Conway
- 1925: Faint Perfume, de Louis J. Gasnier
- 1926: Shipwrecked de Joseph Henabery
- 1926: The Flame of the Yukon, de George Melford
- 1928: The Blue Danube, de Paul Sloane
- 1928: His Last Haul, de Marshall Neilan
- 1928: The Rush Hour, de E. Mason Hopper
- 1929: Queen Kelly, de Erich von Stroheim
- 1929: The Marriage Playground, de Lothar Mendes
- 1932: Officer Thirteen, de George Melford

### Guionista
- 1935: Rumba, de Marion Gering
- 1937: Clarence, de George Archainbaud
- 1937: Thrill of a Lifetime, de George Archainbaud
- 1937: This Way Please, de Robert Florey
- 1941: Aloma of the South Seas, de Alfred Santell
- 1942: The Great Man's Lady, de William A. Wellman
- 1944: Rainbow Island, de Ralph Murphy
- 1947: Carnegie Hall, de Edgar G. Ulmer